# 小行星1439
小行星1439（1439 Vogtia）是一颗围绕太阳公转的小行星。1937年10月11日，卡爾·威廉·萊茵姆特在海德堡发现了此天体。
該小行星以德國天文學家海因里希·沃格特命名。
这颗小行星的绝对星等为101.1550373124675等。